# グラスマスター
グラスマスター（GrassMaster）は、人工繊維と組み合わせた天然芝から成るスポーツ競技場の舗装表面（ハイブリッド芝）である。
ピッチ1面に付き約2000万本のポリプロピレン繊維を専用機械により深さ約20 cmまで埋め込み、表面の約3%を覆う。芝が成長すると、根が人工繊維と絡み合う。開発者は、この人工繊維により地盤が強固になり、なおかつ水捌けも良い構造を持ち、快適なプレーが出来るようになるとされる。
1993年にイギリスのデッソ・スポーツ（Desso Sports）により開発され特許が取得されたため、デッソ・グラスマスター（Desso GrassMaster）と呼ばれていたが、Tarkett Sportsがこの技術を買収したため、現在は単に「グラスマスター」という名称となった。
2010 FIFAワールドカップ南アフリカ大会の会場であるムボンベラ・スタジアムおよびピーター・モカバ・スタジアムに導入された。
日本総代理店は株式会社パルカ。

## 導入
| スタジアム                               | クラブ/協会                                                                                         | スポーツ                        | 国               |
| ---------------------------------------- | --------------------------------------------------------------------------------------------------- | ------------------------------- | ---------------- |
| アレーナ・コリンチャンス                 | コリンチャンス                                                                                      | サッカー                        | ブラジル         |
| アレーナ・ド・グレミオ                   | グレミオ                                                                                            | サッカー                        | ブラジル         |
| ブラモール・レーン                       | シェフィールド・ユナイテッド                                                                        | サッカー                        | イングランド     |
| キング・パワー・スタジアム               | レスター・シティ                                                                                    | サッカー                        | イングランド     |
| マクロン・スタジアム                     | ボルトン・ワンダラーズ                                                                              | サッカー                        | イングランド     |
| グディソン・パーク                       | エヴァートン                                                                                        | サッカー                        | イングランド     |
| ファルマー・スタジアム                   | ブライトン・アンド・ホーヴ・アルビオン                                                              | サッカー                        | イングランド     |
| スタンフォード・ブリッジ                 | チェルシー                                                                                          | サッカー                        | イングランド     |
| ターフ・ムーア                           | バーンリー                                                                                          | サッカー                        | イングランド     |
| ガルファーム・スタジアム                 | ハダースフィールド・タウンおよび ハダーズフィールド                                                 | サッカーおよび ラグビーリーグ   | イングランド     |
| アンフィールド                           | リヴァプール                                                                                        | サッカー                        | イングランド     |
| ヴィラ・パーク                           | アストン・ヴィラ                                                                                    | サッカー                        | イングランド     |
| リー・スポーツ・ヴィレッジ               | リー                                                                                                | ラグビーリーグ                  | イングランド     |
| キープモート・スタジアム                 | ドンカスター・ローヴァーズおよび ドンカスター                                                       | サッカーおよび ラグビーリーグ   | イングランド     |
| シティ・オブ・マンチェスター・スタジアム | マンチェスター・シティ                                                                              | サッカー                        | イングランド     |
| オールド・トラッフォード                 | マンチェスター・ユナイテッド                                                                        | サッカー                        | イングランド     |
| トラッフォード・トレーニングセンター     | マンチェスター・ユナイテッド                                                                        | サッカー                        | イングランド     |
| ザ・ホーソンズ                           | ウェスト・ブロムウィッチ・アルビオン                                                                | サッカー                        | イングランド     |
| キャロウ・ロード                         | ノリッジ・シティ                                                                                    | サッカー                        | イングランド     |
| スタジアム:mk                            | ミルトン・キーンズ・ドンズ                                                                          | サッカー                        | イングランド     |
| ヒルズボロ・スタジアム                   | シェフィールド・ウェンズデイ                                                                        | サッカー                        | イングランド     |
| アシュトン・ゲート・スタジアム           | ブリストル・シティおよび ブリストル                                                                 | サッカーおよび ラグビーユニオン | イングランド     |
| トゥイッケナム・スタジアム               | ラグビーイングランド代表                                                                            | ラグビーユニオン                | イングランド     |
| マデイスキー・スタジアム                 | レディングおよび ロンドン・アイリッシュ                                                             | サッカーおよび ラグビーユニオン | イングランド     |
| アダムス・パーク                         | ウィコム・ワンダラーズおよび ロンドン・ワスプス                                                     | サッカーおよび ラグビーユニオン | イングランド     |
| ヴィカレッジ・ロード                     | ワトフォードおよび サラセンズ                                                                       | サッカーおよび ラグビーユニオン | イングランド     |
| ロンドン・スタジアム                     | ウェストハム・ユナイテッド                                                                          | サッカーおよび その他のイベント | イングランド     |
| スタッド・マルセル＝ピコー               | ナンシー                                                                                            | サッカー                        | フランス         |
| スタッド・フランシス・ル・ブレ           | スタッド・ブレスト29                                                                                | サッカー                        | フランス         |
| スタッド・オーギュスト・ドローヌ         | スタッド・ランス                                                                                    | サッカー                        | フランス         |
| スタッド・オセアン                       | ル・アーヴル                                                                                        | サッカー                        | フランス         |
| パルク・デ・プランス                     | パリ・サンジェルマン                                                                                | サッカー                        | フランス         |
| スタッド・ドゥ・ルドゥル                 | ギャンガン                                                                                          | サッカー                        | フランス         |
| スタッド・ルイ・ドゥ                     | モナコ                                                                                              | サッカー                        | フランス         |
| スタッド・ドゥ・ラ・ボージョワール       | ナント                                                                                              | サッカー                        | フランス         |
| クレールフォンテーヌ                     | フランスサッカー連盟                                                                                | サッカー                        | フランス         |
| スタッド・ド・フランス                   | サッカーフランス代表                                                                                | サッカーおよび その他のイベント | フランス         |
| フォルクスワーゲン・アレーナ             | VfLヴォルフスブルク                                                                                 | サッカー                        | ドイツ           |
| イマーム・レザー・スタジアム             | シャフリ・ホドロFC                                                                                  | サッカー                        | イラン           |
| アビバ・スタジアム                       | ラグビーアイルランド代表および サッカーアイルランド共和国代表                                       | ラグビーユニオンおよび サッカー | アイルランド     |
| クローク・パーク                         | ゲーリック体育協会                                                                                  | ゲーリック・ゲームズ            | アイルランド     |
| スタディオ・ジュゼッペ・メアッツァ       | インテルおよび ミラン                                                                               | サッカー                        | イタリア         |
| スタディオ・フリウーリ                   | ウディネーゼ・カルチョ                                                                              | サッカー                        | イタリア         |
| スタディオン・ハルヘンヴァールト         | ユトレヒト                                                                                          | サッカー                        | オランダ         |
| デ・クール                               | VVVフェンロー                                                                                       | サッカー                        | オランダ         |
| ラット・フェルレフ                       | NAC                                                                                                 | サッカー                        | オランダ         |
| AFASスタディオン                         | AZアルクマール                                                                                      | サッカー                        | オランダ         |
| フォーシス・バー・スタジアム             | ハイランダーズ                                                                                      | ラグビーユニオン                | ニュージーランド |
| ムボンベラ・スタジアム                   | 2010 FIFAワールドカップ                                                                             | サッカー                        | 南アフリカ共和国 |
| ピーター・モカバ・スタジアム             | 2010 FIFAワールドカップ                                                                             | サッカー                        | 南アフリカ共和国 |
| ネルソン・マンデラ・ベイ・スタジアム     | 2010 FIFAワールドカップ                                                                             | サッカー                        | 南アフリカ共和国 |
| アレナ・ヒムキ                           | ディナモ・モスクワ                                                                                  | サッカー                        | ロシア           |
| イースター・ロード                       | ハイバーニアン                                                                                      | サッカー                        | スコットランド   |
| アイブロックス・スタジアム               | レンジャーズ                                                                                        | サッカー                        | スコットランド   |
| マレーフィールド・スタジアム             | エディンバラ・ラグビーおよび ラグビースコットランド代表                                             | ラグビーユニオン                | スコットランド   |
| メタリスト・スタジアム                   | メタリスト・ハルキウ                                                                                | サッカー                        | ウクライナ       |
| ドンバス・アリーナ                       | シャフタール・ドネツク                                                                              | サッカー                        | ウクライナ       |
| ランボー・フィールド                     | グリーンベイ・パッカーズ                                                                            | アメリカンフットボール          | アメリカ合衆国   |
| リンカーン・フィナンシャル・フィールド   | フィラデルフィア・イーグルスおよび テンプル・オウルズ                                               | アメリカンフットボール          | アメリカ合衆国   |
| リバティ・スタジアム                     | スウォンジー・シティおよび オスプリーズ                                                             | サッカーおよび ラグビーユニオン | ウェールズ       |
| カーディフ・シティ・スタジアム           | カーディフ・シティおよび カーディフ・ブルースおよび サッカーウェールズ代表                          | サッカーおよび ラグビーユニオン | ウェールズ       |
| ミレニアム・スタジアム                   | ラグビーウェールズ代表                                                                              | サッカーおよび ラグビーユニオン | ウェールズ       |
| コロンボ・レースコース・スタジアム       | コロンボおよび ラグビースリランカ代表                                                               | サッカーおよび ラグビーユニオン | スリランカ       |
| アルマトイ・セントラル・スタジアム       | FCカイラトおよび サッカーカザフスタン代表                                                           | サッカー                        | カザフスタン     |
| バンガバンドゥ・ナショナル・スタジアム   | ブラザーズ・ユニオンおよび モハメダンSCおよび アバハニ・リミテッドおよび サッカーバングラデシュ代表 | サッカー                        | バングラデシュ   |